# Храповий механізм

Заскочник складається з зубчатого колеса (1) та за́скочки (2), що кріпляться на станині (3)

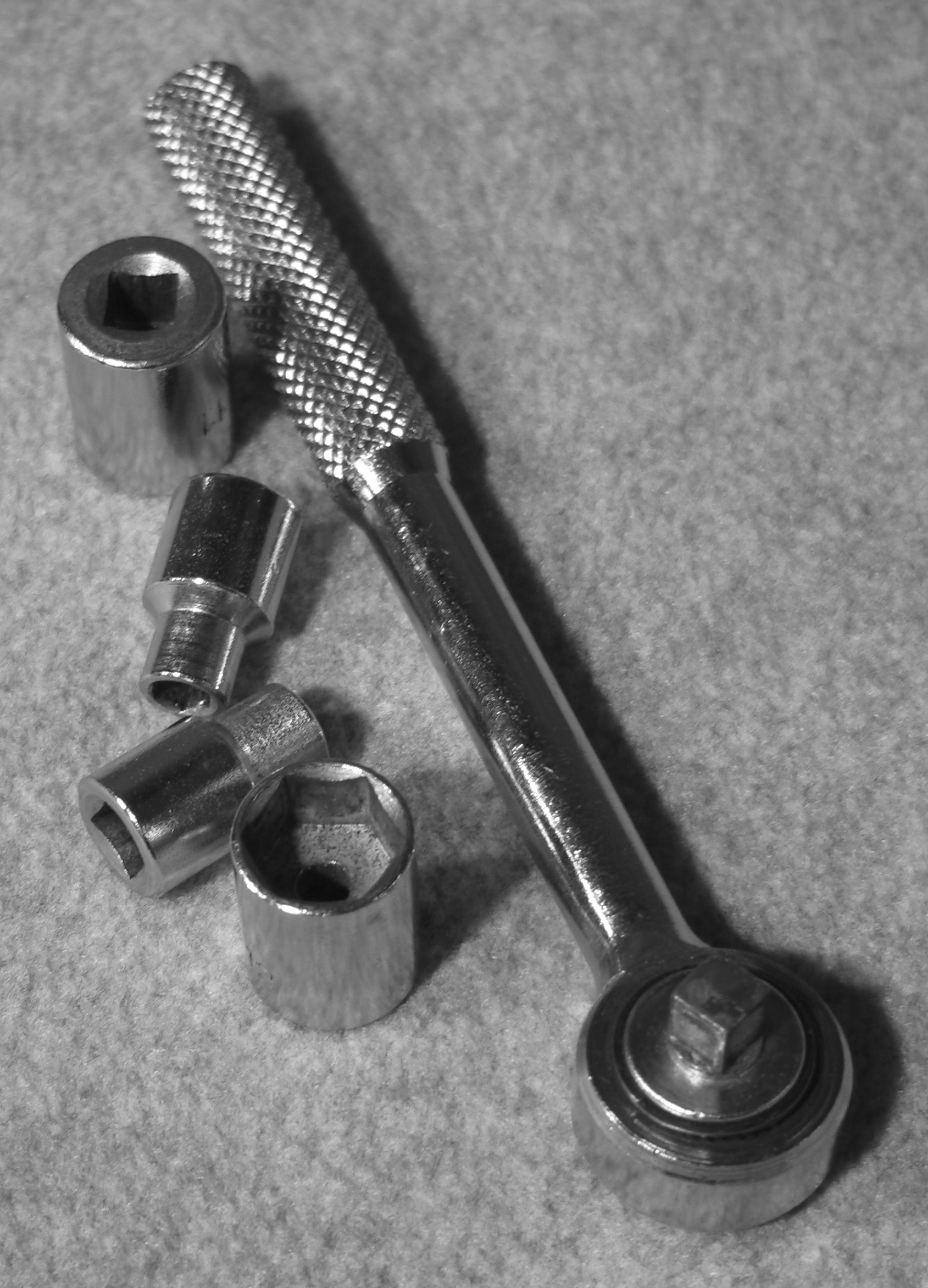
Торцевий ключ із заскочником

Храповий механізм або заскочни́́й механізм, заско́чник, розм. «тріскачка» — зубчастий механізм переривчастого руху, створений для перетворення зворотно-обертового руху у переривчастий обертовий рух в одному напрямі. Тобто, заскочник дозволяє осі обертатися в одному напрямі й не дозволяє обертатися в іншому.

## Застосування
Заскочники мають широке застосування, наприклад, у турнікетах, гайкових ключах, заводних механізмах, домкратах, задній втулці велосипеда тощо.

## Будова та принцип дії
Заскочний механізм зазвичай має форму зубчастого колеса (заскочника́) з несиметричними зубцями, має упор з одного боку. Храповий механізм дає можливість передавати обертання тільки в одному напрямі або забезпечує періодичний обертовий рух в одному напрямі з зупинками. Рух кола у зворотний бік обмежується заскочкою, яка притискається до кола пружиною або власною вагою.
Обертання храпового колеса в бік підйому супроводжується характерним шумом — клацанням, оскільки заскочка постійно притискається до зубів. Щоб зменшити шум — застосовують конструкції безшумної заскочки, де спеціальний пристрій за рахунок сили тертя відводить заскочку від храпового колеса при русі механізму в бік підйому. Для того щоб кінець виступу заскочки щільно прилягав до бічної стінки зуба (коли ваги заскочки буває недостатньо), його притискають до храпового колеса пружиною.